# Малий Семячик
Мали́й Семя́чик (рос. Ма́лый Семя́чик) — діючий вулкан на Камчатському півострові, що являє собою короткий хребет завдовжки по верху близько 3 км і складається з трьох конусів, що злилися:
- найбільш високого (1 560 м) — північного стародавнього;
- середнього з напівзасипаним кратером;
- південно-західного — з багатьма кратерами, що включають активний кратер Троїцького. Останній названий так за прізвищем учасника багатьох камчатських експедицій В. Д. Троїцького, що проводив обстеження і Малого Семячика. Кратер схожий на глибоку воронку діаметром близько 700 м злегка овальної форми, на дні якої лежить Кисле озеро. Прямовисні стіни, що піднімаються на 200 м, нагадують листковий пиріг з лави і туфу. Додаткове забарвлення додають відкладення фумаролу — білого, жовтого і зеленуватого тонів.

На підніжжі вулкана розташовано 6 побічних конусів. Вершини деяких з них закінчуються скелями — неккамі, застиглими в каналах лавовими осердями.
Вулкан Малий Семячик є пам'яткою природи.

## Клімат
Гора знаходиться у зоні, котра характеризується континентальним субарктичним кліматом. Найтепліший місяць — серпень із середньою температурою 12.8 °C (55.1 °F). Найхолодніший місяць — січень, із середньою температурою -6.3 °С (20.7 °F).
| Клімат г. Малий Семячик | Клімат г. Малий Семячик | Клімат г. Малий Семячик | Клімат г. Малий Семячик | Клімат г. Малий Семячик | Клімат г. Малий Семячик | Клімат г. Малий Семячик | Клімат г. Малий Семячик | Клімат г. Малий Семячик | Клімат г. Малий Семячик | Клімат г. Малий Семячик | Клімат г. Малий Семячик | Клімат г. Малий Семячик | Клімат г. Малий Семячик |
| Показник                | Січ.                    | Лют.                    | Бер.                    | Квіт.                   | Трав.                   | Черв.                   | Лип.                    | Серп.                   | Вер.                    | Жовт.                   | Лист.                   | Груд.                   | Рік                     |
| Середня температура, °C | −6,3                    | −6,1                    | −4,6                    | −0,9                    | 3,3                     | 7,6                     | 11,4                    | 12,8                    | 10                      | 4,9                     | −1,5                    | −4,9                    | 2,2                     |
| Норма опадів, мм        | 118.8                   | 94.3                    | 96.9                    | 93.5                    | 84.3                    | 75.1                    | 88.8                    | 119.8                   | 115.2                   | 151.5                   | 123                     | 115.9                   | 1277.2                  |
| ----------------------- | ----------------------- | ----------------------- | ----------------------- | ----------------------- | ----------------------- | ----------------------- | ----------------------- | ----------------------- | ----------------------- | ----------------------- | ----------------------- | ----------------------- | ----------------------- |
| Джерело: Weatherbase    |                         |                         |                         |                         |                         |                         |                         |                         |                         |                         |                         |                         |                         |